# Mitrephora
Chi Mạo đài (danh pháp khoa học: Mitrephora) là chi thực vật có hoa trong họ Annonaceae.

## Phân bố
Các loài trong chi này phân bố tại khu vực nhiệt đới và ôn đới Nam Á, Đông Á và Đông Nam Á như Ấn Độ (gồm cả quần đảo Andaman), Bangladesh, Brunei, Campuchia, Indonesia (Borneo, Java, Maluku, Sulawesi, Sumatra, Tiểu Sunda), Lào, Malaysia (gồm cả phần trên đảo Borneo), Myanmar, Nepal, New Guinea, Philippines, Sri Lanka, Thái Lan, trung nam Trung Quốc (gồm cả đảo Hải Nam), Việt Nam.

## Các loài
48 loài dưới đây lấy theo Plants of the World Online:
- Mitrephora alba Ridl., 1915
- Mitrephora amdjahii Weeras. & R.M.K.Saunders, 2010
- Mitrephora andamanica Thoth. & D.Das, 1968
- Mitrephora basilanensis Merr., 1915
- Mitrephora cagayanensis Merr., 1919
- Mitrephora calcarea Diels ex Weeras. & R.M.K.Saunders, 2005 - Cây đội mũ, mạo đài móng.
- Mitrephora clemensiorum Weeras. & R.M.K.Saunders, 2001
- Mitrephora diversifolia Miq., 1858
- Mitrephora endertii Weeras. & R.M.K.Saunders, 2010
- Mitrephora ferruginea Boerl. ex Koord., 1898
- Mitrephora fragrans Merr., 1915
- Mitrephora glabra Scheff., 1885
- Mitrephora grandiflora Bedd., 1870
- Mitrephora harae H.Ohashi, 1966
- Mitrephora heyneana Thwaites, 1858
- Mitrephora imbricatarum-apicum H.Okada, 2014
- Mitrephora keithii Ridl., 1911
- Mitrephora korthalsiana Miq., 1865
- Mitrephora kostermansii Weeras. & R.M.K.Saunders, 2010
- Mitrephora lanotan Merr., 1906
- Mitrephora longipetala Miq., 1865
- Mitrephora macclurei Weeras. & R.M.K.Saunders, 2005
- Mitrephora macrocarpa (Miq.) Weeras. & R.M.K.Saunders, 2010
- Mitrephora maingayi Hook.f. & Thomson, 1872 - Mạo đài Maingay.
- Mitrephora multifolia Elmer ex Weeras. & R.M.K.Saunders, 2010
- Mitrephora obtusa Hook.f. & Thomson, 1855
- Mitrephora pallens Jovet-Ast, 1940 - Mạo đài tái.
- Mitrephora petelotii Weeras. & R.M.K.Saunders, 2005
- Mitrephora phanrangensis Weeras. & R.M.K.Saunders, 2005
- Mitrephora pictiflora Elmer, 1913
- Mitrephora poilanei Weeras. & R.M.K.Saunders, 2005
- Mitrephora polypyrena Miq., 1858
- Mitrephora reflexa Merr., 1903
- Mitrephora rufescens Ridl., 1912
- Mitrephora samarensis Merr., 1915
- Mitrephora simeuluensis Weeras. & R.M.K.Saunders, 2001
- Mitrephora sirikitiae Weeras., Chalermglin & R.M.K.Saunders, 2006
- Mitrephora sorsogonensis Elmer ex Weeras. & R.M.K.Saunders, 2010
- Mitrephora sundaica Weeras. & R.M.K.Saunders, 2010
- Mitrephora tomentosa Hook.f. & Thomson, 1855 (đồng nghĩa: Mitrephora thorelii Pierre, 1881) - Mạo đài thorel, mũ nhà chùa, co giè nui, kda cong hèn.
- Mitrephora uniflora Weeras. & R.M.K.Saunders, 2010
- Mitrephora vittata Weeras. & R.M.K.Saunders, 2001
- Mitrephora vulpina C.E.C.Fisch., 1926
- Mitrephora wangii Hu, 1940
- Mitrephora weberi Merr., 1912
- Mitrephora williamsii C.B.Rob., 1908
- Mitrephora winitii Craib, 1922
- Mitrephora woodii Weeras. & R.M.K.Saunders, 2001

## Hình ảnh

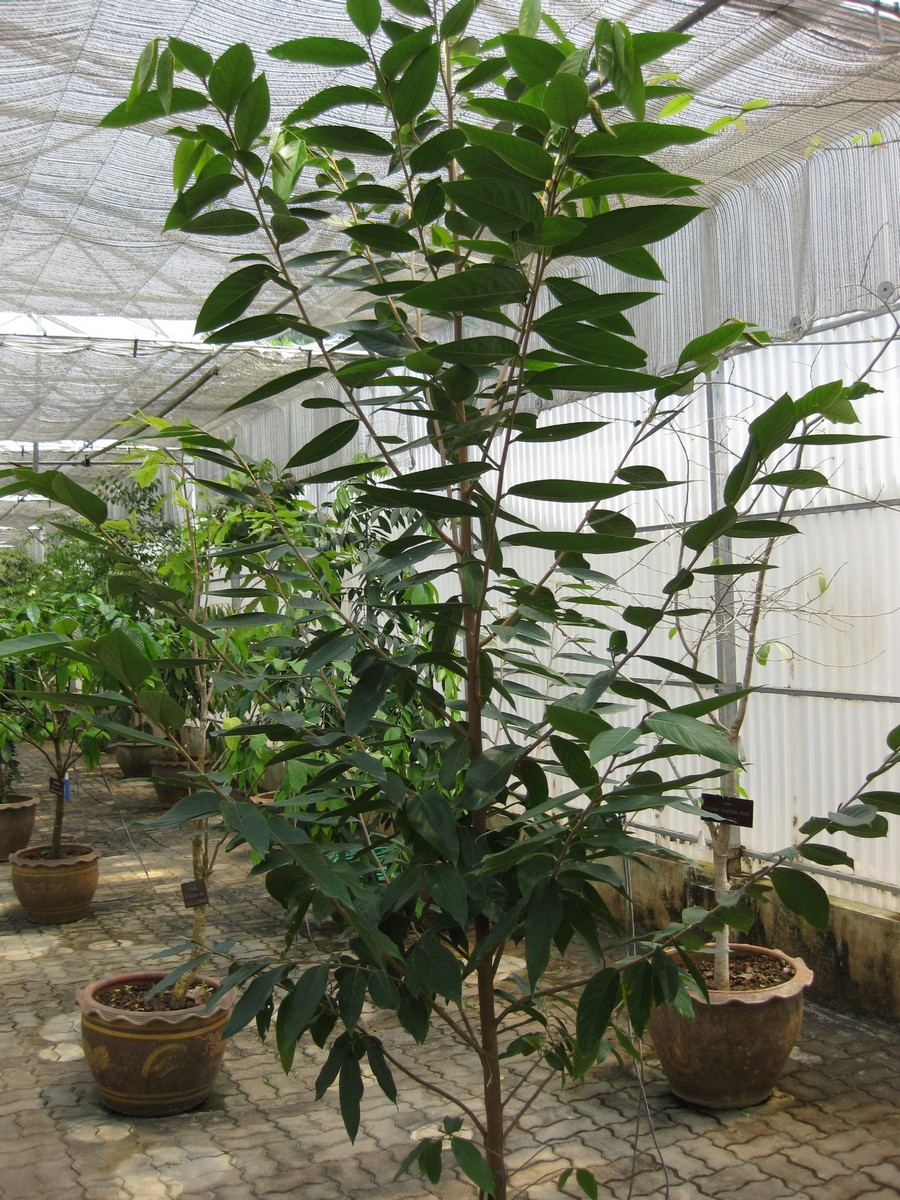
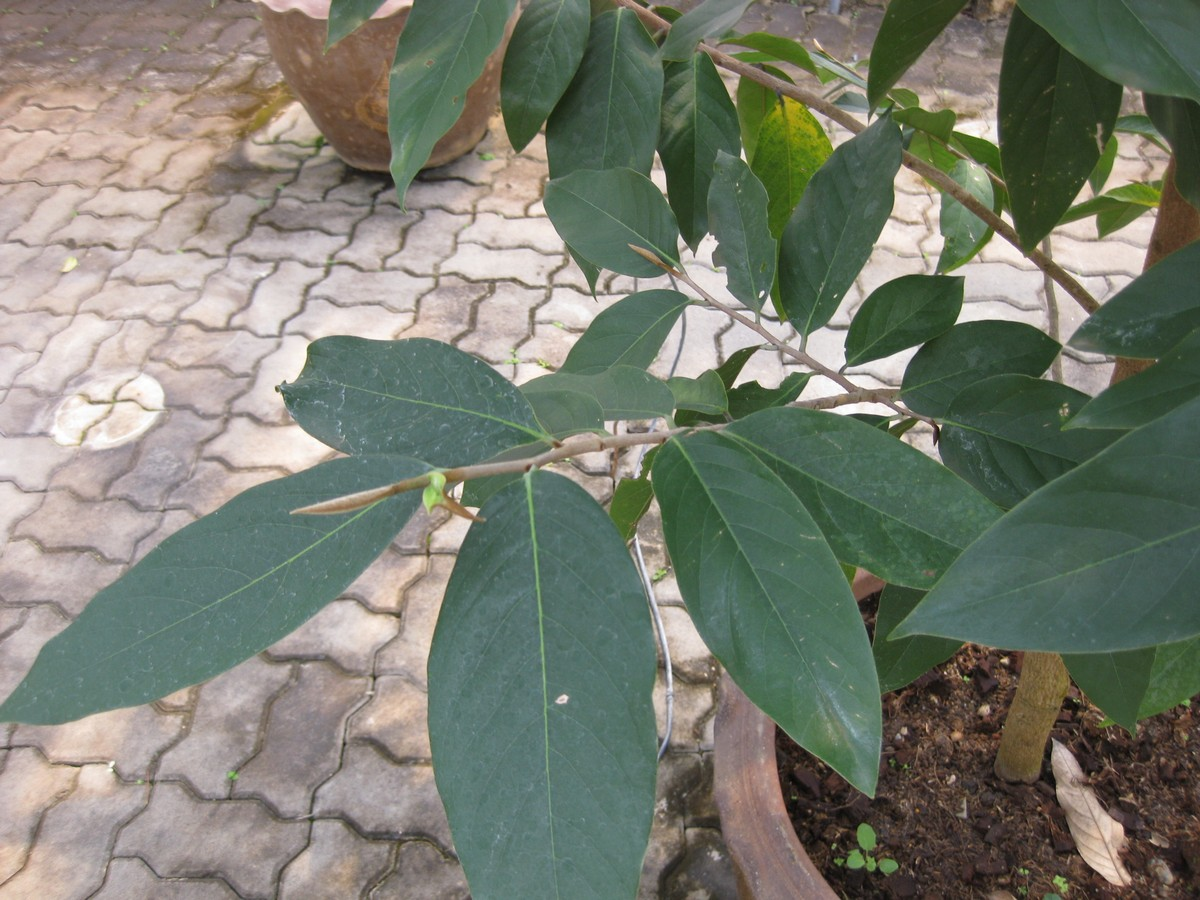
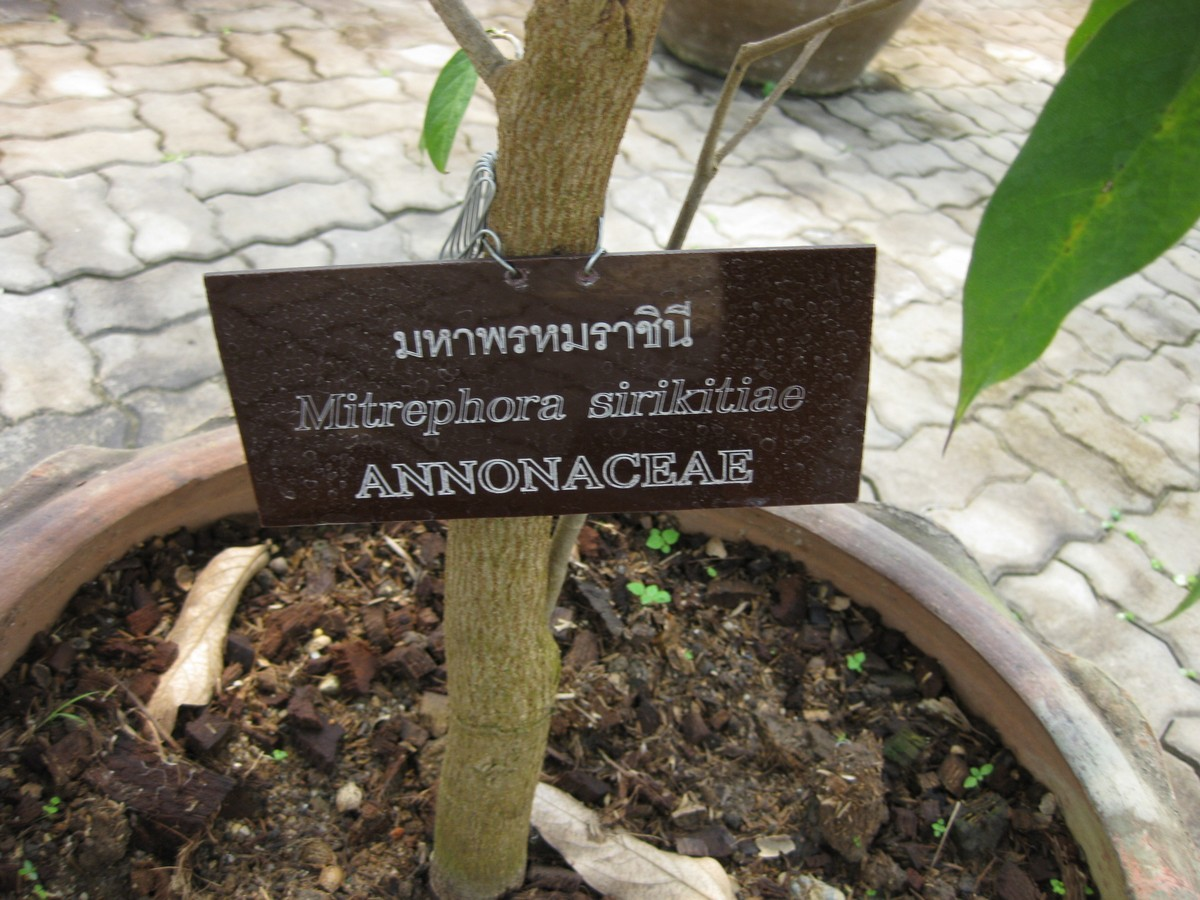
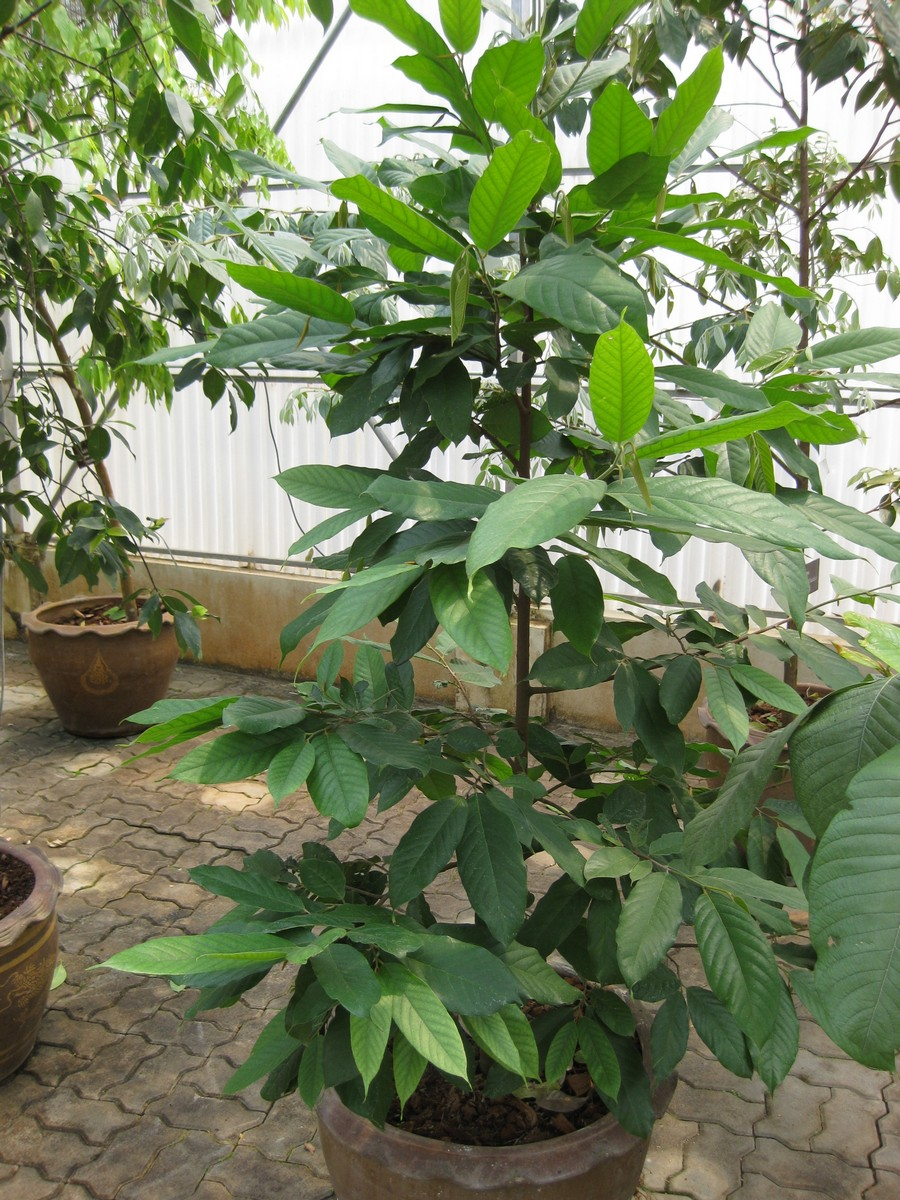